# FK Čelik Nikšić
Maillots
Actualités
Le Fudbalski klub Čelik Nikšić (en monténégrin : Фудбалскли клуб Челик Никшић), plus couramment abrégé en FK Čelik Nikšić, est un club monténégrin de football fondé en 1957 et basé dans la ville de Nikšić.

## Historique
Le  FK Čelik Nikšić est le premier club d'une division inférieure à remporter la Coupe du Monténégro en 2012, en battant le FK Rudar Pljevlja par deux buts à un.

## Bilan sportif

### Palmarès
| Compétitions nationales | Compétitions yougoslaves                                                                   |
| --- | ------------------------------------------------------------------------------------------ |
| - Championnat du Monténégro de deuxième division (1) : - Champion : 2011-12. - Coupe du Monténégro (1) : - Vainqueur : 2011-12. - Finaliste : 2012-13. | - Championnat de Yougoslavie de deuxième division : - Vice-champion : 1997-98 (Gr. Ouest). |

### Bilan européen
Note : dans les résultats ci-dessous, le score du club est toujours donné en premier
| Saison    | Compétition  | Tour            | Club             | Domicile | Extérieur | Total  |
| --------- | ------------ | --------------- | ---------------- | -------- | --------- | ------ |
| 2012-2013 | Ligue Europa | Premier tour Q  | Borac Banja Luka | 1 - 1    | 2 - 2     | 3E - 3 |
| 2012-2013 | Ligue Europa | Deuxième tour Q | Metalurh Donetsk | 2 - 4    | 0 - 7     | 2 - 11 |
| 2013-2014 | Ligue Europa | Premier tour Q  | Budapest Honvéd  | 1 - 4    | 0 - 9     | 1 - 13 |
| 2014-2015 | Ligue Europa | Premier tour Q  | FC Koper         | 0 - 5    | 0 - 4     | 0 - 9  |

Légende
- Victoire ou qualification pour le tour suivant
- Match nul
- Défaite ou élimination de la compétition

## Personnalités du club

### Présidents
- Slobodan Koprivica
- Ranko Radulović

### Entraîneurs
- Slaviša Đurković
- Željko Ćeh
- Slavoljub Bubanja